# Horace Dediu
Horace H. Dediu (* 25. února 1968) je rumunsko-americký analytik zaměřující se především na mobilní telefony a související technologie (především značka Apple) a v posledních letech také na téma mikromobility.
Je známý díky svojí analýze obchodní strategie společnosti Apple a díky predikcím vývoje jejich finanční situace. Uvádí podcast The Critical Path a Asymcar, spolu s Benem Bajarinem podcast Significant Digits a spolu s Oliverem Brucem podcast micromobility. Pravidelně přispívá na blog za organizaci Asymco.

## Osobní život a vzdělání
Narodil se v Rumunsku. Poté, co jeho rodiče emigrovali do USA, navštěvoval střední školu v Medfordu ve státě Massachusetts.
Získal titul MSc. v počítačovém inženýrství na Tufts University v Medfordu, následně MBA na Harvard University. Byl studentem Claytona Christensena, kterého často cituje ve svých podcastech a na své stránce.

## Kariéra
Jeho hlavním výzkumným zájmem jsou struktury etablování a přijímání nových technologií, disruptivní inovace, společenské změny způsobující a způsobené vývojem výpočetních technologií, inovační cykly a další. 
Od února 2001 do dubna 2009 pracoval v Helsinkách jako analytik pro společnost Nokia. Jeho zaměřením byl výzkum pohybu a sledování vývoje Microsoftu.
V roce 2010 založil společnost Asymco.
Dediu často píše pro Harvard Business Review Blog a často vystupuje v jiných médiích v pozici experta na společnost Apple. Časopis Fortune ho nazval přímo "Králem všech Apple analytiků".
Zhruba od roku 2017 se zaměřil na podle něj probíhající zásadní proměnu mobility, kdy podle něj nutně dojde k odklonu od masového využívání automobilů a k jejich nahrazení především různými typy elektrokol a dalších lehkých prostředků mikromobility, které potřebám především městské dopravy vyhovují lépe. Je uváděn jako autor termínu "mikromobilita" v dnes používaném významu a současně je autorem jedné z domainantních definic tohoto termínu.
Od roku 2018 uvádí podcast Micromobility, v roce 2019 pomocí kampaně na Kickstarteru vydal knihu shrnující rozhovory z prvního roku fungování podcastu. Od roku 2019 pořádá Micromobility Conference.